# River of Dreams
River of Dreams är ett musikalbum av Billy Joel som gavs ut 1993 på skivbolaget Columbia Records. Albumet var hans tolfte studioalbum och kom också att bli hans sista med nyskrivna pop- och rocklåtar. Billy Joel har vid flera tillfällen sagt att fler nya studioalbum med populärmusik från honom inte är att vänta. Albumets titelspår kom att bli en av Joels största singelhits och välkända sånger.

## Låtlista
1. "No Man's Land" – 4:48
2. "The Great Wall of China" – 5:45
3. "Blonde Over Blue" – 4:55
4. "A Minor Variation" – 5:36
5. "Shades of Grey" – 4:10
6. "All About Soul" – 5:59
7. "Lullabye (Goodnight, My Angel)" – 3:32
8. "The River of Dreams" – 4:05
9. "Two Thousand Years" – 5:19
10. "Famous Last Words" – 5:01